# Bunodophoron imshaugii
Bunodophoron imshaugii är en lavart som först beskrevs av Ohlsson, och fick sitt nu gällande namn av Wedin. Bunodophoron imshaugii ingår i släktet Bunodophoron och familjen Sphaerophoraceae.   Inga underarter finns listade i Catalogue of Life.